# Monroe (Washington)
Monroe je grad u američkoj saveznoj državi Washington. Prema popisu stanovništva iz 2010. u njemu je živjelo 17.304 stanovnika.